# Mike Mitchell (basket-ball, 1956)
Pour les articles homonymes, voir Mike Mitchell.
Michael Anthony Mitchell, dit Mike Mitchell, né le 1er janvier 1956 à Atlanta en Géorgie et mort le 9 juin 2011, est un joueur américain de basket-ball. Il évolue en NBA de 1978 à 1988.

## Biographie
Mitchell commence sa carrière avec les Cavaliers de Cleveland, mais joue la plupart de sa carrière avec les Spurs de San Antonio. Mitchell (2 m) évolue au poste d'ailier et réalise des statistiques de 19,8 points, 5,6 rebonds, 1,3 passe décisive par match, 49,3 % de réussite aux tirs et 77,9 % aux lancer-francs en carrière.
Mitchell est élu All-Star en 1981 et est parmi les dix meilleurs marqueurs à quatre reprises. Il est meilleur marqueur des Spurs lors de la saison 1984-1985, événement d'autant plus significatif car c'est la seule saison où George Gervin évolue chez les Spurs et n'est pas meilleur scoreur de l'équipe. Mitchell inscrit 22,2 points par match et Gervin 21,2 points par match.